# アリゼオ
アリゼオ（伊：Aliseo）とは日本の競走馬である。馬名の意味は母名にちなんでイタリア語で「貿易風」。おもな勝ち鞍は2010年の毎日王冠、スプリングステークス。

## 経歴
社台レースホースにより総額2800万円（40口、一口70万円）で募集された。

### 2009年
初出走は東京競馬場の新馬戦。重馬場であったが後方待機から先に抜け出した1番人気のヒルノダムールをゴール前でクビ差で交わし初勝利を挙げた。年末のホープフルステークスでは1番人気に推され、先行して2着のミカエルビスティーに1馬身3/4差をつけ勝利した。

### 2010年
2010年の緒戦は重賞初挑戦となる共同通信杯に出走、単勝1.8倍の1番人気に支持された。前走と同じく先行するが、アリゼオの前で競馬をしたハンソデバンドに追いつけず、逆に後方から来たダノンシャンティに交わされて3着に敗れた。3月のスプリングステークスでは横山典弘に乗り替わりとなり、無敗の2歳王者ローズキングダムに次ぐ2番人気に推された。レースでは序盤から積極的に先頭に立ち、単騎の逃げに持ち込むと、第4コーナーで後続を突き放し、追い込んできたゲシュタルト、ローズキングダムを抑えて重賞初勝利を挙げた。迎えた皐月賞ではヴィクトワールピサ、ローズキングダムに次ぐ3番人気で出走。先団を追走したが、直線で伸びあぐねて5着に敗れた。続く第77回東京優駿では1000m通過61秒6というスローペースに落として逃げるものの直線で一杯になり13着に敗れた。
夏場を休養に当て、迎えた秋シーズン初戦の毎日王冠。鞍上が福永祐一に乗り替わったこのレースでは中団追走から直線で内を突いて、先に抜け出したエイシンアポロンとの叩き合いを制し、1988年のオグリキャップ以来となる、このレースの3歳馬による勝利を収めた。迎えた天皇賞（秋）では中団待機も直線では全く伸びず14着に敗れた。続いて、初ダートとなるジャパンカップダートに出走したが、見せ場なく16着と大敗した。その後屈腱炎を発症し、休養に入った。

### 2011年〜2012年
1年半の長期休養を挟んで2012年7月1日の巴賞で復帰したが8着。札幌記念では先行するが9着に敗れた。10月に右前脚の屈腱炎が再発し、引退した。茨城県ひたちなか市のセント乗馬クラブで乗馬となる。

## 競走成績
| 年月日 | 年月日 | 年月日 | 競馬場 | 競走名               | 格   | 頭 数 | 枠 番 | 馬 番 | オッズ （人気） | オッズ （人気） | 着順 | 騎手           | 斤量 ［kg］ | 距離（馬場）  | タイム （上り3F） | タイム 差 | 勝ち馬/（2着馬）       |
| 2009.  | 11.    | 14     | 東京   | 2歳新馬              |      | 14    | 5     | 7     | 05.1            | 0（3人）        | 01着 | 三浦皇成       | 55          | 芝2000m（重） | 2:03.7（34.2）    | -0.0      | （ヒルノダムール）     |
|        | 12.    | 27     | 中山   | ホープフルS          | OP   | 16    | 6     | 11    | 03.1            | 0（1人）        | 01着 | C.ルメール     | 55          | 芝2000m（良） | 2:02.2（35.3）    | -0.3      | （ミカエルビスティー） |
| 2010.  | 2.     | 7      | 東京   | 共同通信杯           | GIII | 13    | 4     | 5     | 01.8            | 0（1人）        | 03着 | C.ルメール     | 56          | 芝1800m（良） | 1:48.2（33.9）    | 0.0       | ハンソデバンド         |
|        | 3.     | 21     | 中山   | スプリングS          | GII  | 15    | 3     | 5     | 06.0            | 0（2人）        | 01着 | 横山典弘       | 56          | 芝1800m（良） | 1:48.2（35.6）    | -0.2      | （ゲシュタルト）       |
|        | 4.     | 18     | 中山   | 皐月賞               | GI   | 18    | 8     | 18    | 08.1            | 0（3人）        | 05着 | 横山典弘       | 57          | 芝2000m（稍） | 2:01.1（35.7）    | 0.3       | ヴィクトワールピサ     |
|        | 5.     | 30     | 東京   | 東京優駿             | GI   | 17    | 3     | 6     | 28.2            | 0（6人）        | 13着 | C.ウィリアムズ | 57          | 芝2400m（良） | 2:28.2（34.7）    | 1.0       | エイシンフラッシュ     |
|        | 10.    | 10     | 東京   | 毎日王冠             | GII  | 10    | 4     | 4     | 15.8            | 0（6人）        | 01着 | 福永祐一       | 56          | 芝1800m（稍） | 1:46.4（34.5）    | -0.0      | （エイシンアポロン）   |
|        | 10.    | 31     | 東京   | 天皇賞（秋）         | GI   | 18    | 8     | 18    | 24.9            | 0（6人）        | 14着 | 福永祐一       | 56          | 芝2000m（稍） | 2:00.2（36.2）    | 2.0       | ブエナビスタ           |
|        | 12.    | 5      | 阪神   | ジャパンカップダート | GI   | 16    | 4     | 7     | 09.6            | 0（5人）        | 16着 | C.ルメール     | 56          | ダ1800m（稍） | 1:54.0（41.0）    | 5.1       | トランセンド           |
| 2012.  | 7.     | 1      | 函館   | 巴賞                 | OP   | 12    | 4     | 4     | 09.0            | 0（5人）        | 08着 | 岩田康誠       | 57          | 芝1800m（良） | 1:49.0（36.1）    | 0.9       | トウカイパラダイス     |
|        | 8.     | 19     | 札幌   | 札幌記念             | GII  | 14    | 7     | 12    | 41.3            | （10人）        | 09着 | 秋山真一郎     | 57          | 芝2000m（良） | 1:59.7（36.2）    | 1.0       | フミノイマージン       |

## 血統表
| アリゼオの血統（ロベルト系／Hail to Reason 4×5=9.38%） | アリゼオの血統（ロベルト系／Hail to Reason 4×5=9.38%） | アリゼオの血統（ロベルト系／Hail to Reason 4×5=9.38%） | （血統表の出典）       | （血統表の出典）  |
| 父 *シンボリクリスエス 1999 黒鹿毛                     | 父の父Kris S. 1977 黒鹿毛                              | Roberto                                                | Hail to Reason         | Hail to Reason    |
| 父 *シンボリクリスエス 1999 黒鹿毛                     | 父の父Kris S. 1977 黒鹿毛                              | Roberto                                                | Bramalea               |                   |
| 父 *シンボリクリスエス 1999 黒鹿毛                     | 父の父Kris S. 1977 黒鹿毛                              | Sharp Queen                                            | Princequillo           | Princequillo      |
| 父 *シンボリクリスエス 1999 黒鹿毛                     | 父の父Kris S. 1977 黒鹿毛                              | Sharp Queen                                            | Bridgework             |                   |
| 父 *シンボリクリスエス 1999 黒鹿毛                     | 父の母Tee Kay 1991 黒鹿毛                              | Gold Meridian                                          | Seattle Slew           | Seattle Slew      |
| 父 *シンボリクリスエス 1999 黒鹿毛                     | 父の母Tee Kay 1991 黒鹿毛                              | Gold Meridian                                          | Queen Louie            |                   |
| 父 *シンボリクリスエス 1999 黒鹿毛                     | 父の母Tee Kay 1991 黒鹿毛                              | Tri Argo                                               | Tri Jet                | Tri Jet           |
| 父 *シンボリクリスエス 1999 黒鹿毛                     | 父の母Tee Kay 1991 黒鹿毛                              | Tri Argo                                               | Hail Proudly           |                   |
| 母 スクエアアウェイ 1998 栗毛                          | 母の父フジキセキ 1992 青鹿毛                           | *サンデーサイレンス Sunday Silence                     | Halo                   | Halo              |
| 母 スクエアアウェイ 1998 栗毛                          | 母の父フジキセキ 1992 青鹿毛                           | *サンデーサイレンス Sunday Silence                     | Wishing Well           |                   |
| 母 スクエアアウェイ 1998 栗毛                          | 母の父フジキセキ 1992 青鹿毛                           | *ミルレーサー Millracer                                | Le Fabuleux            | Le Fabuleux       |
| 母 スクエアアウェイ 1998 栗毛                          | 母の父フジキセキ 1992 青鹿毛                           | *ミルレーサー Millracer                                | Marston's Mill         |                   |
| 母 スクエアアウェイ 1998 栗毛                          | 母の母スケアヘッドライン 1988 栗毛                     | *パドスール Pas de Seul                                | Mill Reef              | Mill Reef         |
| 母 スクエアアウェイ 1998 栗毛                          | 母の母スケアヘッドライン 1988 栗毛                     | *パドスール Pas de Seul                                | Thereby                |                   |
| 母 スクエアアウェイ 1998 栗毛                          | 母の母スケアヘッドライン 1988 栗毛                     | シャダイチャッター                                     | *ノーザンテースト      | *ノーザンテースト |
| 母 スクエアアウェイ 1998 栗毛                          | 母の母スケアヘッドライン 1988 栗毛                     | シャダイチャッター                                     | ペルースポート F-No.19 |                   |

- 社台ゆかりの血統であり、叔父にワンモアチャッター（朝日チャレンジカップ）、スマートギア（中日新聞杯）、その他近親にプレミアムボックス（オーシャンステークス、CBC賞、京阪杯）、インティライミ（京都新聞杯、京都大賞典、朝日チャレンジカップ）、スピークリーズン（京成杯、函館記念）などがいる。